# Каупо
Каупо, Каупо из Турайды (латыш. Kaupo, ср.-в.-нем. Kōpe, ? — 22 сентября 1217 года, Вильянди, Ливония/совр. Эстония) — ливский правитель (лат. quasi rex et senior Lyvonum de Thoreida) Турайды.
Как принято считать, он первым среди своих соотечественников принял католическую веру. Каупо принадлежали владения по правому берегу Гауи и Турайдский замок. Его считают своим родоначальником дворяне Ливены.

## Биография
Предположительно в 1191 году Каупо принял христианство, а в начале XIII века уже твёрдо встал на сторону германских феодалов-завоевателей. В 1203 году отправился в Германию, затем в Рим, где был принят папой Иннокентием III. Визит обращённого язычника произвёл благоприятное впечатление на понтифика — он подарил Каупо экземпляр Библии, а также утвердил его в дворянском достоинстве, с прозванием Ливе. В сентябре 1204 года Каупо возвратился в Ливонию.
Между Дабрелом и Каупо, возможно, было политическое противостояние («соревнование»), кто будет продвигать идеи христианства. В 1206 году турайдские ливы вместе с придаугавскими ливами под предводительством Ако захватили контроль над Островным замком (латыш. Salaspils). Затем Ако организовал поход на территории Саттезеле и Турайды. Одна часть войска пошла на Турайдский замок, вторая часть войска отправилась к замку Дабрела, Саттезеле, и осадила его, но безуспешно. Турайдский замок был разграблен и подожжён. В 1206 году крестоносцы организовали ответный поход на Турайде и Каупо отвоевал свои земли.
Позже Каупо принимал участие в кровавых завоевательных экспедициях против эстов. В 1210 году он со своей дружиной явился на помощь освобождать Ригу от куршского окружения. В тот же год Каупо принимал участие в сражениях при Венденском замке и в битве у реки Имера, в которой пал его сын Бертолдс. Также в дальнейшем Каупо регулярно участвовал в военных операциях против эстов, что подвергло опасности его имущество. Точно известно соучастие Каупо в походе 1211 года в землю Сонтагана и в трёх походах в край Сакала, также в военных акциях 1217 года в Сакала.
В 1212 году, во время Аутинского восстания, Каупо отказался присоединиться к повстанцам и предложил решить конфликт путём переговоров. Он принял участие в мирной делегации, посланной епископом Альбрехтом для переговоров с участниками восстания в замке Саттезеле. Во время переговоров Каупо защищал латышей и ливов. Но переговоры оказались неудачными и восстание позже было подавлено силой.
В сражении 21 сентября 1217 года был смертельно ранен. Своё имущество Каупо передал католической церкви Ливонии.